# Maurice Deville (peintre)
Pour les articles homonymes, voir Deville.
Ne doit pas être confondu avec le footballeur luxembourgeois Maurice Deville
Maurice Joseph Adolphe Deville, né à Bayonne le 15 avril 1860 et mort à Paris le 3 janvier 1919, est un peintre, dessinateur et graveur aquafortiste français.

## Biographie
Maurice Deville naît à Bayonne le 15 avril 1860.
Élève de Théophile-Narcisse Chauvel et de Léon Gaucherel, il expose pour la première fois au Salon des artistes français en 1884 et y obtient une mention honorable en 1889 puis une médaille de 3e classe en 1892. Il devient membre de cette société en l'année suivante.
En janvier 1883, il épouse Jenny Braud.
En 1889, il illustre d'une suite de gravures le roman de Jules Sandeau, Mademoiselle de La Seiglière, pour l'éditeur Louis Conquet.
On connaît de lui des interprétations entre autres de Maurice Eliot.
Maurice Deville meurt dans le 16e arrondissement de Paris le 3 janvier 1919.